# Mara Neusel
Mara Dicle Neusel (Stuttgart, 14 de maio de 1964 – Lubbock, 5 de setembro de 2014) foi uma matemática alemã, com foco de trabalho sobre teoria dos invariantes.

## Formação
Mara Neusel nasceu em Stuttgart, uma dos dois filhos de Günter e Aylâ (Helvacioglu) Neusel. Em 2001 foi a quarta mulher a obter o grau venia legendi (Habilitação) em matemática na Universidade de Göttingen, seguindo os passos da primeira mulher matemática a receber o título venia legendi de Göttingen em 1919, Emmy Noether.

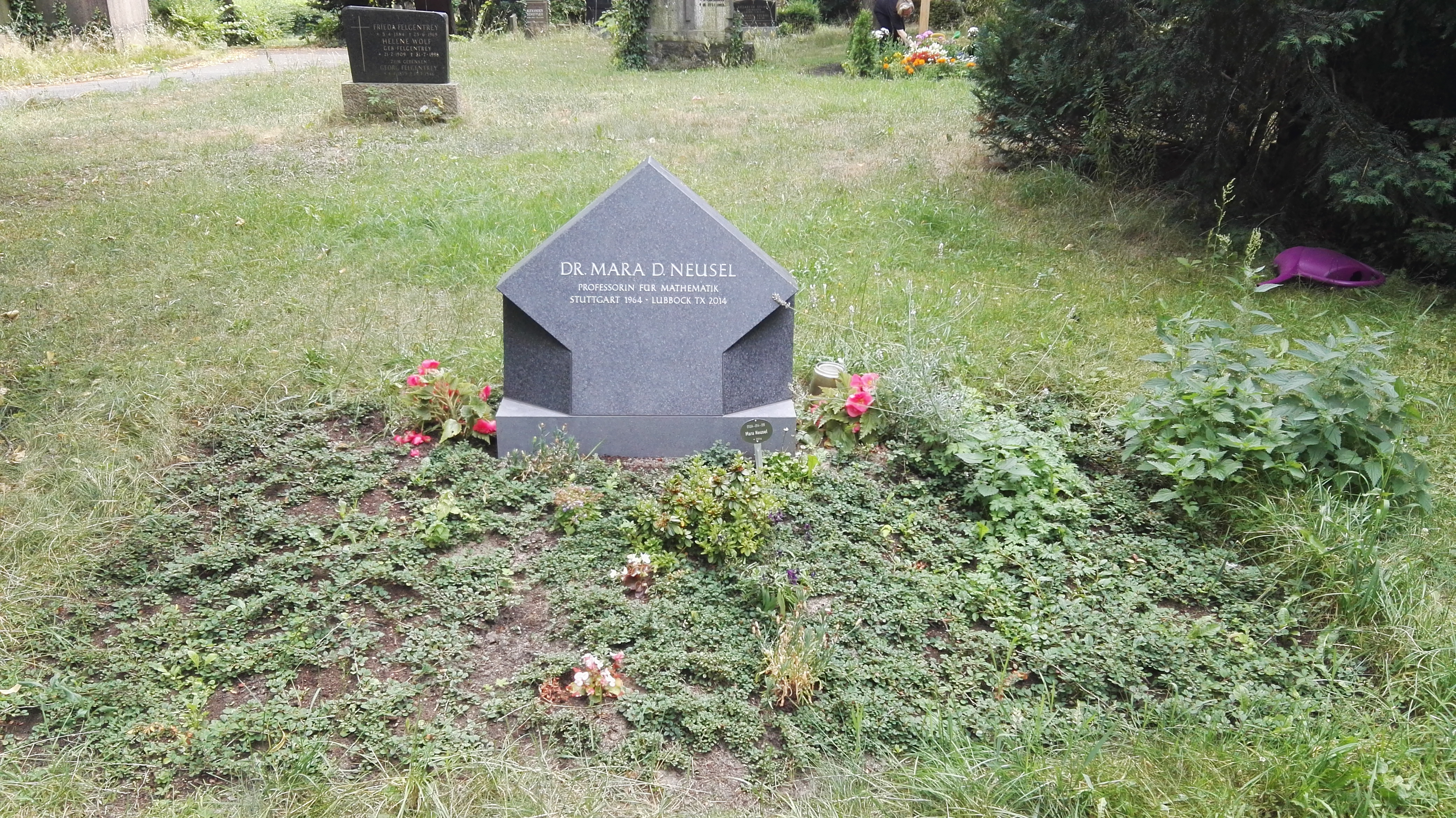
Sepultura de Mara Neusel em Berlim

## Carreira
Neusel começou sua carreira na Universidade de Tecnologia do Texas em 2002 como professora associada e foi promovida a full professor em 2009.
Foi membro da American Mathematical Society e da Association for Women in Mathematics.